# Гарышкер
Гарышкер (каз. Ғарышкер, до 2011 года — Гагарино) — село в Жетысайском районе Туркестанской области Казахстана.
Село входит в состав Атамекенского сельского округа. Код КАТО — 514465300.

## Население
В 1999 году население села составляло 58 человек (29 мужчин и 29 женщин). По данным переписи 2009 года, в селе проживало 88 человек (49 мужчин и 39 женщин).